# I Don't Mind
"I Don't Mind" é uma canção do cantor de R&B estadunidense Usher que conta com a participação do rapper Juicy J. Foi lançada em 21 de novembro de 2014 pela editora discográfica RCA Records. A letra da canção se refere a um homem que mantem um relacionamento com uma stripper.

## Antecedentes
Uma versão inacabada da canção vazou na internet em 24 de junho de 2014, sendo bem recebida pelo publico. Usher postou a música na sua conta oficial no SoundCloud em 2 de outubro de 2014, confirmando-a como o seu próximo single oficial.

## Faixas
| Digital download |                              |         |  |
| N.º              | Título                       | Duração |  |
| 1.               | "I Don't Mind" (com Juicy J) | 4:11    |  |

## Desempenho nas paradas
O single alcançou a decima terceira posição na Billboard Hot 100, e a liderança na Hot R&B/Hip-Hop Songs, fazendo então de Usher o sexto cantor com mais canções em numero um na parada, empatado com Michael Jackson e Marvin Gaye.

### Gráficos semanais
| Paradas (2014)                                    | Melhor posição |
| ------------------------------------------------- | -------------- |
| Bélgica (Ultratip Bubbling Under de Flandres)     | 34             |
| Bélgica (Ultratop Flanders Urban)                 | 29             |
| Bélgica (Ultratip Bubbling Under da Valônia)      | 39             |
| Escócia (Scottish Singles Chart)                  | 13             |
| Estados Unidos (Billboard Hot 100)                | 11             |
| Estados Unidos (Billboard R&B/Hip-Hop Songs)      | 1              |
| Estados Unidos (Billboard R&B/Hip-Hop Airplay)    | 2              |
| Estados Unidos (Billboard Dance/Mix Show Airplay) | 20             |
| Estados Unidos (Billboard Mainstream Top 40)      | 17             |
| Estados Unidos (Billboard Rhythmic)               | 1              |
| França (SNEP)                                     | 99             |
| Irlanda (IRMA)                                    | 88             |
| Países Baixos (Single Top 100)                    | 70             |
| Reino Unido (UK Singles Chart)                    | 8              |
| Reino Unido (OCC UK R&B)                          | 3              |
| Suécia (Sverigetopplistan)                        | 90             |

## Histórico de lançamento
| País           | Data                   | Formato                | Gravadora   |
| -------------- | ---------------------- | ---------------------- | ----------- |
| Estados Unidos | 21 de novembro de 2014 | Digital download       | RCA Records |
| Estados Unidos | 20 de janeiro de 2015  | Contemporary hit radio | RCA Records |